# Noailles (Tarn)
Noailles es una localidad y  comuna francesa, situada en el departamento de Tarn, en la región de Mediodía-Pirineos.

## Demografía
| 244 | 222 | 192 | 188 | 179 | 166 |
| Para los censos de 1962 a 1999 la población legal corresponde a la población sin duplicidades (Fuente: INSEE [Consultar]) |     |     |     |     |     |